# Geologia médica
Geologia médica é uma jovem ciência interdisciplinar, fortemente associada com a geologia ambiental, que está em franca expansão. No cenário científico internacional, é um importante elo entre profissionais das ciências médicas e das geociências. 
É uma disciplina que estuda a influência de fatores geológicos ambientais sobre a saúde humana e dos animais. Como exemplos, tem-se a exposição excessiva ou a deficiência de elementos e minerais; a inalação de poeiras minerais provenientes de emissões vulcânicas; o transporte, as modificações e a concentração de compostos orgânicos; a exposição a micróbios, entre outras complicações na saúde relacionadas às condições geológicas. 
A parte Geológica das pesquisas de Geologia Médica é focada em avaliar, por meio da geoquímica, a dispersão dos elementos químicos no meio ambiente utilizando-se de coleta e análise química de amostras de sedimentos de corrente, solos, ar e águas  (superficial, subterrânea e de consumo humano). A aplicação da geoquímica nesse contexto da origem a geoquímica médica, uma das diversas ramificações da geoquímica e uma das diversas disciplinas que interagem com a geologia médica, tais como: Litologia, Estratigrafia, Geofísica, Paleontologia etc. 
Já a parte médica dedica-se a investigar possíveis danos à saúde humana, por meio de estudo epidemiológico, com coleta de amostras biológicas (sangue, tecido, cabelo, unha e urina) em indivíduos da população considerada exposta na região identificada pela Geologia, como também em indivíduos da população não exposta, residentes fora da área em estudo que será utilizada como referência.
Não é permitido ao geólogo praticar qualquer atividade de consultoria ou atendimento público, sofrendo as penalidades do exercício ilegal da Medicina. Geologia médica não é reconhecida como atividade complementar pelo conselho de geologia. 